# Johnny Leverón
Johnny Harold Leverón Uclés (Yoro, 7 de febrero de 1990) es un futbolista hondureño. Juega como defensa y su equipo actual es em Club Deportivo Choloma de la Primera División de Honduras.

## Trayectoria

### Motagua
Debutó con Motagua bajo las órdenes de Juan de Dios Castillo el 19 de abril de 2009, durante la derrota por 6 goles a 3, en la visita al Marathón.

### Vancouver Whitecaps
En febrero de 2013, ingresó al proceso de elección de la Major League Soccer, siendo contratado por el club canadiense Vancouver Whitecaps.

### Marathón
El 31 de enero de 2015 se confirma su arribo al Marathón de San Pedro Sula.

### Correcaminos UAT
El 1 de septiembre de 2015 se confirmó su traspaso a los Correcaminos de la UAT del Ascenso MX.

## Selección nacional
Ha sido Internacional con las Categorías Inferiores de la selección hondureña. Primero jugó con la sub-17, en la que disputó 9 partidos y marcó 4 goles. Con la sub-20, fueron 12 partidos y un único gol. Con la sub-21, 2 partidos y ningún gol. Con la sub-23, 7 y 1 gol. Finalmente, dio el salto a la selección mayor con la que ha disputado 19 partidos y ha marcado 3 goles. Participó en los Juegos Olímpicos de Londres 2012 con Honduras.
El 29 de agosto de 2014 se anunció que Leverón había sido convocado para disputar la Copa Centroamericana 2014 con Honduras.

### Participaciones en Juegos Olímpicos
| Juegos Olímpicos         | Sede        | Resultado        | PJ | Goles |
| ------------------------ | ----------- | ---------------- | -- | ----- |
| Juegos Olímpicos de 2012 | Reino Unido | Cuartos de final | 4  | 0     |

### Participaciones en Copa Centroamericana
| Copa Centroamericana      | Sede           | Resultado    |
| ------------------------- | -------------- | ------------ |
| Copa Centroamericana 2011 | Panamá         | Campeón      |
| Copa Centroamericana 2014 | Estados Unidos | Quinto lugar |

### Participaciones en Copa de Oro
| Copa de Oro      | Sede                    | Resultado      |
| ---------------- | ----------------------- | -------------- |
| Copa de Oro 2011 | Estados Unidos          | Cuarto lugar   |
| Copa de Oro 2015 | Estados Unidos · Canadá | Fase de Grupos |

### Goles internacionales
| # | Fecha      | Lugar          | Oponente    | Resultado | Competición               |
| - | ---------- | -------------- | ----------- | --------- | ------------------------- |
| 1 | 2010-12-18 | San Pedro Sula | Panamá      | 2 – 1     | Amistoso                  |
| 2 | 2010-12-18 | San Pedro Sula | Panamá      | 2 – 1     | Amistoso                  |
| 3 | 2011-01-21 | Panama City    | El Salvador | 2 – 0     | Copa Centroamericana 2011 |

## Clubes
| Club                   | País       | Año                |
| ---------------------- | ---------- | ------------------ |
| Motagua                | Honduras   | 2009 - 2012        |
| Vancouver Whitecaps    | Canadá     | 2013 - 2014        |
| Marathón               | Honduras   | 2015               |
| Correcaminos UAT       | México     | 2015 - 2017        |
| Marathón               | Honduras   | 2017 - 2018        |
| Real España            | Honduras   | 2018 - 2019        |
| Olimpia                | Honduras   | 2019 - 2022        |
| Lobos UPNFM            | Honduras   | 2022 - 2023        |
| Marathón               | Honduras   | 2023 - 2024        |
| Guanacasteca           | Costa Rica | 2024 - 2025        |
| Club Deportivo Choloma | Honduras   | 2025 - actualmente |

## Estadísticas
| Club                  | Temporada           | Liga  | Liga  | Copa Nacional | Copa Nacional | Copa Internacional | Copa Internacional | Total | Total | Prom. · |
| Club                  | Temporada           | Part. | Goles | Part.         | Goles         | Part.              | Goles              | Part. | Goles | Prom. · |
| --------------------- | ------------------- | ----- | ----- | ------------- | ------------- | ------------------ | ------------------ | ----- | ----- | ------- |
| Motagua Honduras      | 2008/09             | 3     | 0     | -             | -             | -                  | -                  | 3     | 0     | 0,00    |
| Motagua Honduras      | 2009/10             | 17    | 3     | -             | -             | -                  | -                  | 17    | 3     | 0,18    |
| Motagua Honduras      | 2010/11             | 28    | 2     | -             | -             | 2                  | 0                  | 30    | 3     | 0,10    |
| Motagua Honduras      | 2011/12             | 24    | 1     | -             | -             | 7                  | 0                  | 31    | 1     | 0,03    |
| Motagua Honduras      | A-2012              | 14    | 3     | -             | -             | -                  | -                  | 14    | 3     | 0,21    |
| Motagua Honduras      | Total               | 86    | 9     | 0             | 0             | 9                  | 0                  | 95    | 9     | 0,09    |
| Vancouver · Canadá    | 2013                | 18    | 0     | 4             | 0             | -                  | -                  | 22    | 0     | 0,00    |
| Vancouver · Canadá    | 2014                | 16    | 0     | 2             | 0             | -                  | -                  | 18    | 0     | 0,00    |
| Vancouver · Canadá    | Total               | 34    | 0     | 6             | 0             | 0                  | 0                  | 40    | 0     | 0,00    |
| Marathón Honduras     | C-2015              | 18    | 1     | -             | -             | -                  | -                  | 18    | 1     | 0,06    |
| Marathón Honduras     | A-2015              | 3     | 0     | -             | -             | -                  | -                  | 3     | 0     | 0,06    |
| Marathón Honduras     | Total               | 21    | 1     | 0             | 0             | 0                  | 0                  | 21    | 1     | 0,06    |
| Correcaminos · México | 2015/16             | 23    | 1     | 0             | 0             | -                  | -                  | 23    | 1     | 0,04    |
| Correcaminos · México | 2016/17             | 25    | 2     | -             | -             | -                  | -                  | 25    | 2     | 0,00    |
| Correcaminos · México | Total               | 48    | 3     | 0             | 0             | 0                  | 0                  | 48    | 3     | 0,06    |
| Marathón Honduras     | 2017/18             | 37    | 4     | -             | -             | -                  | -                  | 37    | 4     | 0,04    |
| Marathón Honduras     | Total               | 37    | 4     | 0             | 0             | 0                  | 0                  | 37    | 4     | 0,11    |
| Real España Honduras  | 2018/19             | 34    | 4     | -             | -             | 2                  | 0                  | 36    | 4     | 0,11    |
| Real España Honduras  | Total               | 34    | 4     | 0             | 0             | 2                  | 0                  | 36    | 4     | 0,11    |
| Olimpia Honduras      | 2019/20             | 30    | 0     | -             | -             | 9                  | 0                  | 39    | 0     | 0,00    |
| Olimpia Honduras      | A-2020              | 9     | 0     | -             | -             | 1                  | 0                  | 10    | 0     | 0,00    |
| Olimpia Honduras      | Total               | 39    | 0     | 0             | 0             | 10                 | 0                  | 49    | 0     | 0,00    |
| Total en su carrera   | Total en su carrera | 299   | 21    | 6             | 0             | 21                 | 0                  | 326   | 21    | 0,06    |

## Palmarés

### Campeonatos nacionales
| Título                    | Equipo   | País     | Año  |
| ------------------------- | -------- | -------- | ---- |
| Liga Nacional de Honduras | Motagua  | Honduras | 2011 |
| Liga Nacional de Honduras | Marathón | Honduras | 2018 |
| Liga Nacional de Honduras | Olimpia  | Honduras | 2019 |
| Liga Nacional de Honduras | Olimpia  | Honduras | 2020 |

### Campeonatos internacionales
| Título               | Club                  | Sede   | Año  |
| -------------------- | --------------------- | ------ | ---- |
| Copa Centroamericana | Selección de Honduras | Panamá | 2011 |